# ニューコースト新浦安
ニューコースト新浦安（ニューコーストしんうらやす）は、千葉県浦安市に立地しているショッピングセンターである。

## 概要
スターツデベロップメントが運営をしている2018年4月8日に閉店したイトーヨーカドー食品館新浦安店（開業時はイトーヨーカドー新浦安店）跡地を活用したショッピングセンターで、2018年9月27日に開業した。スターツグループとして初となるショッピングセンター運営である。
施設全体としては「NewPlace＊NewLife」をコンセプトに、毎日の生活を支える店舗から、休日には遊びや食事、買い物など、暮らしに新しい価値を届けるようなコンテンツを散りばめ、家族で楽しめる空間を目指している。
スターツデベロップメントは、「イトーヨーカドー食品館新浦安店」として営業していた2017年7月31日に森トラスト総合リート投資法人から土地建物を142億5000万円で取得したことを発表した。なお、当初は譲渡先が非公表であった。
当初は同社による住宅主体の複合再開発が計画されていたが、近隣に競合するスーパーが少なく、空白期間を最小限にするため、既存の建物を再活用する方針に転換した。同社の再活用を受けて「イトーヨーカドー食品館新浦安店」は約9ヶ月営業したのち2018年4月8日に閉店した。2018年5月から改修工事を進めてきた。
施設の名称「NEW COAST SHIN-URAYASU」には、輝く海と光にあふれたアメリカ西海岸の街のように、新浦安の街を活性化していきたいという願いを込められている。

## 沿革

### イトーヨーカドー（食品館）新浦安店
- 2000年（平成12年）
  - 10月19日 - 「イトーヨーカドー新浦安店」（店番号206）として開業[8]。
- 2004年（平成16年）
  - 7月30日 - イトーヨーカドーが不動産、建物を森トラスト総合リート投資法人に売却し、賃貸借契約を結んで運営[6][9][10]。
- 2011年（平成23年）
  - 3月11日 - 東日本大震災の影響で液状化・断水による大きな被害を受けた[11][12]。
- 2016年（平成28年）
  - 3月8日 - セブン&アイ・ホールディングスが事業構造改革でイトーヨーカドーの店舗を2016年度中に20店、今後5年で計40店を閉鎖すると公表した[13][14]。
  - 3月25日 - 1階駐車場で火災が発生した[15][16]。
  - 8月25日 - 新浦安店や東習志野店、豊橋店など大型店を含む計6店舗が閉鎖すると判明した[12][14]。
- 2017年（平成29年）
  - 5月16日 - 森トラスト総合リート投資法人がイトーヨーカドー新浦安店を142億5000万円で譲渡したと発表した[5]。
  - 5月28日 - イトーヨーカドー新浦安店が閉店[8]。
  - 6月28日 - 「イトーヨーカドー食品館新浦安店」として再オープン。
  - 7月31日 - スターツデベロップメントが森トラスト総合リート投資法人から土地建物の取得したことを発表[10][17]。
- 2018年（平成30年）
  - 3月22日 - スターツデベロップメントが「(仮)スターツショッピングセンター」を2018年秋にリニューアルオープンすることをは発表[7]。
  - 4月8日 - イトーヨーカドー食品館新浦安店が閉店。

### ニューコースト新浦安
- 2018年（平成30年）
  - 9月27日 - 「ニューコースト新浦安」として新たに開業[2][3][4]。（1階と2階のみ先行開業）
  - 11月22日 - 3階が開業し、全面開業[18][19]。

## テナント
- 主なテナントは、ヤオコー、ニトリ、ダイソー、ノジマ、ボルボ・カー浦安
- 詳細は公式サイト「ショップリスト」を参照。

## イトーヨーカドー新浦安店時代の主なテナント
- ABCマート
- ハニーズ
- スーパースポーツゼビオ
- キャンドゥ
- 新星堂

イトーヨーカドー食品館新浦安店時代は、テナントは存在せず、食品売り場のみの営業であった。

## 交通アクセス
詳細は公式サイト「アクセス」を参照。
- 浦安駅・新浦安駅より京成バス千葉ウエスト（旧東京ベイシティバス）